# Denatonio
El benzoato de denatonio, disponible (bajo los nombres registrados BITTERANT-b, BITTER+PLUS, Bitrex o Aversión) y como sacárido de denatonio (bajo los nombres comerciales BITTERANT-s), es el compuesto químico más amargo conocido, con unos umbrales de amargura de 0,05 ppm para el benzoato y de 0,01 ppm para el sacárido respectivamente.
Fue descubierto en el año de 1958 durante una investigación sobre anestésicos locales desarrollada por MacFarlan Smith de Edimburgo, Escocia, y registrado bajo el nombre de Bitrex. Las diluciones de este compuesto, aun a concentraciones tan bajas como 10 ppm resultan insoportablemente amargas para la mayor parte de los seres humanos. Las sales de denatonio son generalmente incoloras e inodoras, pero a menudo se comercializan como soluciones. Se utilizan por lo general como agentes aversivos (amargantes) para prevenir la ingestión inapropiada o accidental de sustancias. El benzoato de denatonio se utiliza en el alcohol desnaturalizado, anticongelantes, en esmaltes de uñas para prevenir la onicofagia, en el ensayo de ajuste de máscaras respiratorias, como repelente de animales, jabones líquidos, y champús. No se conoce si posee algún efecto nocivo para la salud a largo plazo.

## Estructura y propiedades físicas
El denatonio es un catión de amonio cuaternario. Frecuentemente se comercializa en forma de sal, con un anion inerte tal como el benzoato o sacárido. La estructura del denatonio está relacionada con el anestésico local lidocaína, del cual difiere solo en la adición de un grupo bencilo al nitrógeno del grupo amino. Otros compuesto similares son la procaína y benzocaína.

## Bioquímica
El benzoato de denatonio en humanos es reconocido por ocho diferentes receptores de sabor: TAS2R4, TAS2R8, TAS2R10, TAS2R39, TAS2R43, TAS2R16, TAS2R46, TAS2R47, siendo el TAS2R47 el más sensible a este compuesto.
El benzoato de denatonio puede actuar como broncodilatador al activar los receptores de sabor amargo en el músculo liso de las vías respiratorias.

## Aplicaciones
La amargura de este compuesto guía la mayor parte de sus aplicaciones. Se utiliza en ocasiones para impregnar elementos electrónicos de pequeño tamaño como cartuchos de videojuegos o juguetes a pilas, dedicados al entretenimiento infantil, pues su naturaleza amarga ayuda a evitar que estos elementos, potencialmente dañinos, sean ingeridos accidentalmente. El benzoato de denatonio también se emplea con frecuencia en las muestras de placebo que se utilizan en los ensayos clínicos, para que el sabor encaje con el amargo de ciertas medicaciones.
El benzoato de denatonio se utiliza para desnaturalizar el alcohol, de forma que no pueda ser utilizado para elaborar bebidas alcohólicas y quede libre de impuestos y restricciones de venta que sí tiene el alcohol puro. Una designación en particular, la de alcohol SD-40B, indica que el etanol ha sido desnaturalizado haciendo uso de benzoato de denatonio. El nombre común para este compuesto químico se deriva de esta aplicación denatonio proviene de desnaturalización.
El benzoato de denatonio se utiliza también para desalentar el consumo de alcoholes nocivos o tóxicos tales como el alcohol metílico y etilenglicol. Se utiliza también en el alcohol para frotar, una preparación especial de etanol desnaturalizado que se utiliza como antiséptico tópico, donde funge como ingrediente inactivo. También se añade a muchos tipos de líquidos nocivos, entre los que se incluyen solventes tales como el removedor de barnices para uñas, pinturas, barnices, efectos de cuidado personal, esmaltes especiales de uñas para prevenir la onicofagia, y en varios otros productos hogareños. También se añade a algunos productos en aerosol para desalentar el abuso como inhalante de los vapores volátiles.
En 1995, el estado de Oregón, en Estados Unidos, requirió que se añadiera benzoato de denatonio a los anticongelantes y fluidos para la limpieza de limpiaparabrisas, con el objetivo de prevenir el envenenamiento de niños y animales que podrían ser tentados por el sabor dulce del etilenglicol y metanol. Para diciembre de 2012, los mayores comerciantes de anticongelantes añadían un compuesto amargante tal como el benzoato de denatonio a los anticongelantes.
Se sabe que los animales poseen diferentes sensibilidades a los efectos del benzoato de denatonio. Se utiliza en algunos repelentes para animales (especialmente para grandes mamíferos tales como los ciervos). Se ha utilizado para prevenir el envenenamiento de humanos con veneno para ratas, ya que los seres humanos son capaces de percibir al benzoato de denatonio en concentraciones mucho menores que los roedores. De la misma forma, se sabe que algunos gatos se sienten atraídos por este compuesto, por lo que no sería tan efectivo como agente desalentador para gatos como lo es para humanos, o tal vez algunos gatos no son repelidos debido a un factor genético similar al que en los humanos afecta la percepción del sabor de la feniltiocarbamida.[cita requerida]